# Pholcus lambertoni
Pholcus lambertoni är en spindelart som beskrevs av Jacques Millot 1946. Pholcus lambertoni ingår i släktet Pholcus och familjen dallerspindlar.
Artens utbredningsområde är Madagaskar. Inga underarter finns listade i Catalogue of Life.